# Förskola

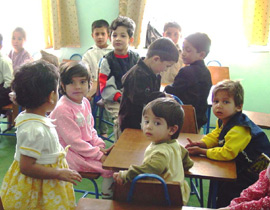
Förskola i Afghanistan.

Förskola (i Sverige), dagvård, daghemsverksamhet eller småbarnspedagogik (i Finland), är verksamhet med barnomsorg och utbildning för barn åren innan den egentliga skolgången inleds. Medan daghem i Sverige uppfattas som något ålderdomligt och används mer sällan är det en officiell term i Finland. En vardaglig benämning är dagis. I Finland syftar ordet förskola på det som i Sverige kallas förskoleklass.
Förskolans former och inriktning varierar mellan olika länder och tider, men stora variationer kan återfinnas även inom länder eller mellan förskolor med olika pedagogiska inriktningar, exempelvis Fröbel, Montessori, Reggio Emilia, Freinet eller Waldorf.
Vilka åldrar verksamheten riktas till varierar från land till land. I Finland och Sverige omfattar verksamheten, antingen i daghem eller i annan förskoleverksamhet mer eller mindre alla barn under skolåldern som inte vårdas i hemmet.

## Historia

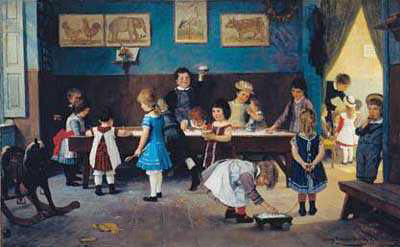
Målning från en tysk kindergarten omkring år 1900.

Förskolan har vuxit fram både ur föräldrars behov av barnomsorg medan de arbetar, och ur barnens behov av förberedande utbildning innan de börjar i den obligatoriska skolan. Tysken Friedrich Fröbel är fader till förskolan som en plats för utbildning; år 1837 skapade han den första barnträdgården, Kindergarten. Inspirerad av hans verksamhet kom barnträdgårdsverksamheten till USA 1838, till Finland 1888 och till Sverige 1896. Det hade funnits barnkrubbor i Sverige sedan 1836, men dessa hade inga uttalade pedagogiska mål, utan var i första hand en plats där förvärvsarbetande mödrar kunde lämna sina barn. Under andra halvan av 1900-talet byggdes systemet med daghem (vardagligt dagis) eller barnstugor ut, i takt med att allt fler småbarnsmödrar blev förvärvsarbetande. När ett utökat pedagogiskt inslag kom till, kom benämningar som lekskola och förskola att användas.[källa behövs] Med läroplanen för förskolan 1998, Lpfö 98, skrotades i Sverige begreppet daghem helt, eftersom förskolan fick ett uttalat pedagogiskt uppdrag. I Sverige används sedan dess genomgående begreppet förskola, medan man om verksamheten i de finländska daghemmen fortsatt använda benämningarna "daghem" och "dagis" och i mer formella sammanhang börjat använda ordet småbarnspedagogik.

## Olika länder

### Finland

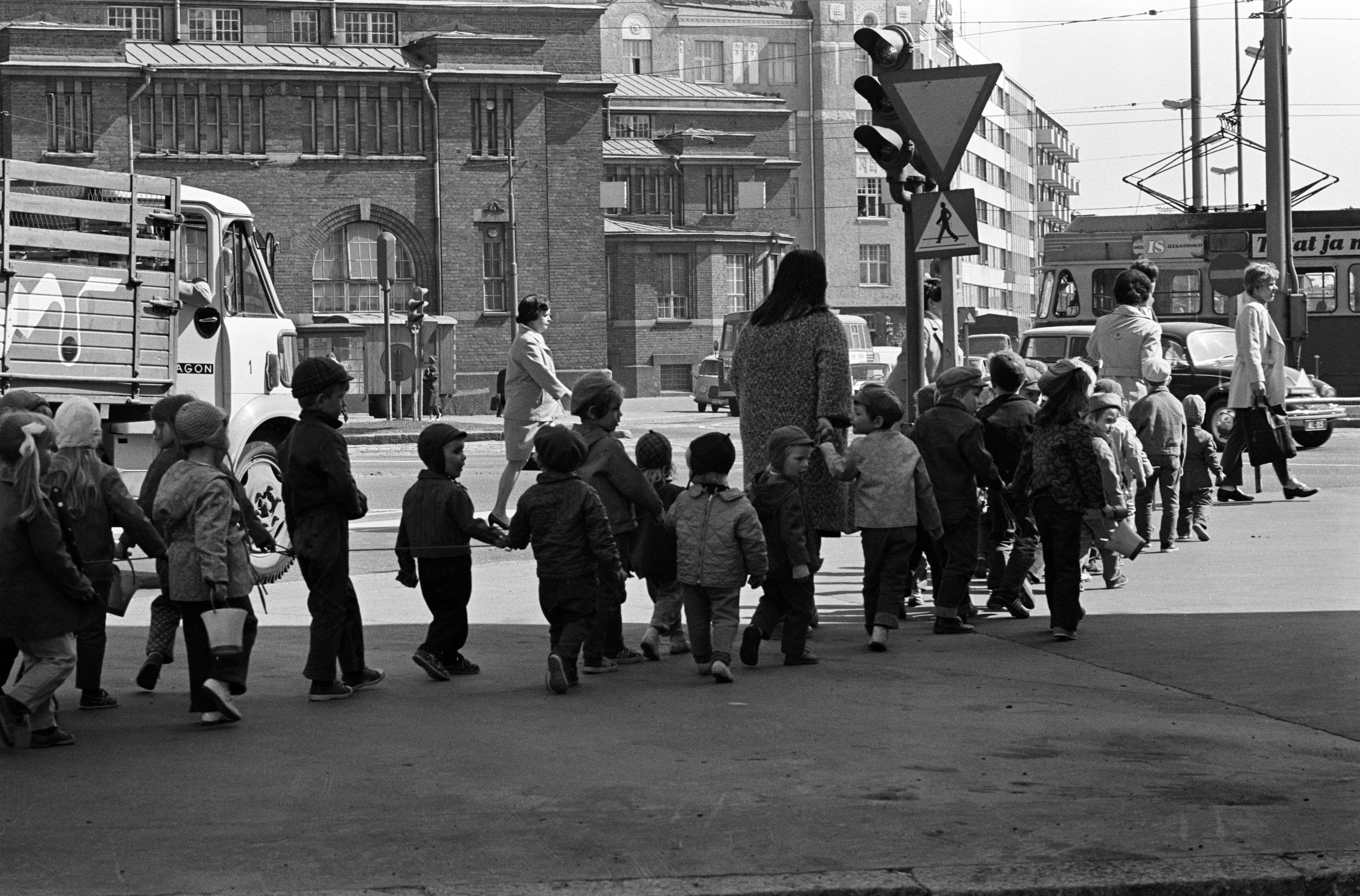
Daghemsbarn på väg tillbaka från en utfärd (1970).

Lagen om barndagvård stiftades 1973 och trädde i kraft samma år, varvid den ersatte lagen från 1927 om statsunderstöd åt barnträdgårdar. I lagen om barndagvård stadgas att "barndagvården skall såvitt möjligt ordnas så, att den främjar barnets utveckling och inlärningsmöjligheter". Barndagvård skulle genom denna lag stå till buds i den omfattning behovet förutsätter.
Ordet småbarnspedagogik ersatte ordet barndagvård i lagstiftningen från höstterminen 2015, för att betona pedagogisk målmedvetenhet inom dagvården och de anställdas kompetens. Barnträdgårdslärarna hade då sedan länge utbildats vid universitet.
Småbarnspedagogiken omfattar barn under skolåldern som inte vårdas hemma, och vissa andra grupper. De flesta barn deltar i verksamheten på daghem. Året (i vissa fall de två åren) innan skolan skall inledas går barnen i förskola. Förskolan ordnas i allmänhet i samband med antingen dagvården eller skolan.
Kommunerna är skyldiga att ordna dagvård, men dagvård ordnas förutom direkt av kommunen också genom avtal med kommunen eller helt privat. Vid sidan av dagvård i en skild institution förekommer familjedagvård, där en mindre grupp barn tas om hand hemma hos en familjedagvårdare – samt att barnen helt sköts i den egna familjen, med ekonomiskt stöd från stat och kommun. Därtill kommer öppen småbarnspedagogisk verksamhet. Skilda bestämmelser finns om steinerpedagogiska daghem.
Avgifterna för dagvården är reglerade och beror på föräldrarnas inkomster. Många kommuner erbjuder kompensation för de föräldrar som inte anlitar den kommunala dagvården, dels för att möjliggöra vård i hemmet eller privata lösningar, dels för att avlasta de kommunala daghemmen.
Avgifternas nivå, rätten till dagvård (för till exempel arbetslösas och föräldraledigas barn) och fördelarna med dagvård respektive hemmavård av barn är återkommande ämnen i samhällsdebatten.
Personalen på daghem består i första hand av lärare inom småbarnspedagogiken (pedagogie kandidater med denna inriktning, barnträdgårdslärare), socionomer inom småbarnspedagogik (yrkeshögskoleexamen med lämplig inriktning) och barnskötare inom småbarnspedagogik (flera examina godkänns). Familjedagvårdare bör ha "lämplig" utbildning. Föreståndaren skall ha behörighet enligt någondera av de förstnämnda, pedagogie magisterexamen och ledarskapsförmåga. Därtill kan i personalen finnas speciallärare inom småbarnspedagogiken och annan personal.
En daghemsgrupp handhas i allmänhet av tre vuxna varav en är barnträdgårdslärare. Maximal gruppstorlek är då drygt tjugo för barn över tre år och tolv för barn under tre år.
Förskolan riktar sig till barn som nästa läsår skall börja skolan. Den ordnas under skolåret. För barn som bedöms ha svårt att klara läroplikten kan förskolan vara obligatorisk. Ansvaret för förskolan ligger på kommunen, men också en del privata daghem ordnar förskola, i samråd med kommunen. I motsats till dagvården är förskolan, inklusive lunch och eventuell skolskjuts, avgiftsfri. I en del kommuner lyder förskolan under skolnämnd och skoladministration medan dagvården lyder under socialnämnd och socialadministration.
Eftersom förskolan har korta skoldagar kompletteras den med möjlighet till dagvård på morgonen och eftermiddagen.

### Norge
I Norge kallas verksamheten för barnehage och bedrivs efter en läroplan. Alla barnehager ska i utgångspunkt ha en chef med barnakademisk eller pedagogisk utbildning, men det kan ansökas om dispens från detta krav. Pedagogiska ledare måste ha förskoleutbildning.

### Sverige

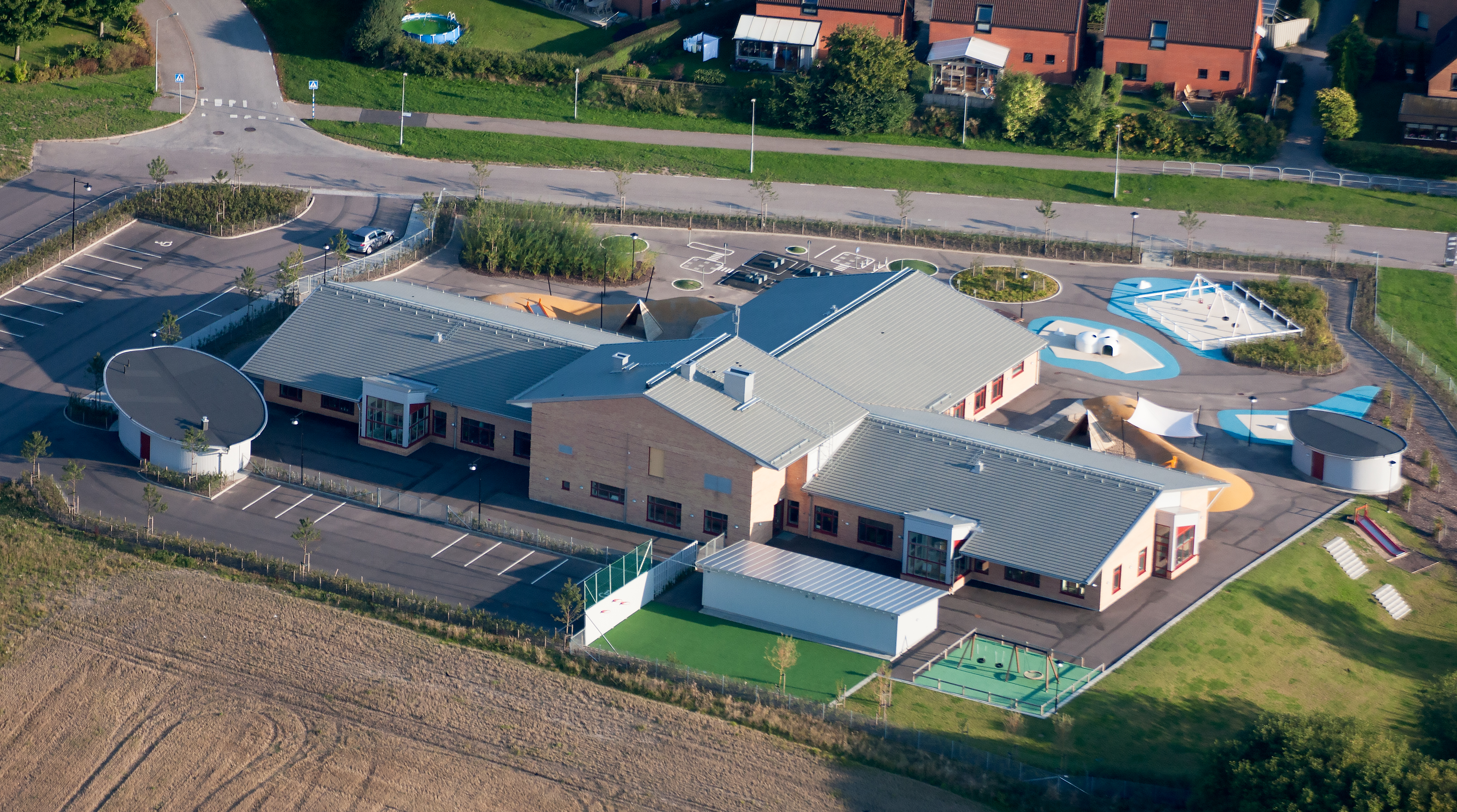
Östragårdens förskola i Åkarp uppförd 2013.

Förskolan i Sverige ersatte under 1970-talet de tidigare daghemmen. 
Vårdnadshavare har rätt att placera sina barn i förskola från ett års ålder. Barn till arbetslösa eller föräldralediga har rätt till minst tre timmar per dag eller 15 timmar i veckan. Barn som fyllt tre år har rätt till 525 avgiftsfria timmar per år i den allmänna förskolan, oavsett vårdnadshavarnas sysselsättning. Under tider då förskola inte är tillgänglig ska kommunerna sträva efter att kunna ge omsorg och anpassa tiden efter individuella förutsättningar som familjesituation. (läst 2020)
Förskolans läroplan definierar mål som verksamheten skall sträva efter, men inte metoderna. Läroplanen säger att ”förskolans verksamhet ska präglas av en pedagogik där omvårdnad, omsorg, fostran och lärande bildar en helhet. Den pedagogiska verksamheten ska genomföras så att den stimulerar och utmanar barnens utveckling och lärande”. Allt fler förskolor har en särskild pedagogisk inriktning (exempelvis Reggio Emilia eller waldorf) eller kunskapsinriktning, (exempelvis miljö eller språk).
Personalen på förskoleavdelningar består av förskollärare, barnskötare och eventuellt specialpedagoger och annan stödpersonal.
Verksamhet för sexåringar benämns i skollagen förskoleklass (ibland även klass F eller klass 0). De flesta kommuner organiserar förskoleklassen tillsammans med grundskolan.

## Uteförskola

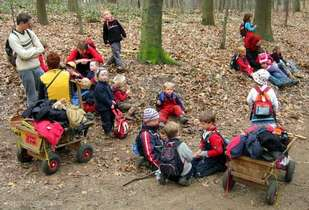
En uteförskola i Düsseldorf.

En uteförskola är en typ av förskola som helt och hållet bedrivs utomhus. Oavsett väder blir barnen uppmuntrade att leka, utforska och lära sig nya saker i en skog eller i någon annan naturlig miljö. Tanken är de vuxnas funktion ska vara att stötta snarare än att styra barnen. Uteförskola kallas även Waldkindergarten (på tyska), utomhusdagis, naturdagis samt naturförskola.